# Herrensitz Röthenbach an der Pegnitz II
Der Herrensitz Röthenbach an der Pegnitz II (auch Zainhammer-Schloss oder Zimmermann-Schlösschen) ist ein abgegangener Herrensitz in Röthenbach an der Pegnitz im Landkreis Nürnberger Land.

## Geschichte
Das Herrenhaus war lange Sitz des Hammerherrn, der den Röthenbacher Zainhammer betrieb. Seit dem 16. Jahrhundert war das Nürnberger Landalmosenamt, das die geistlichen Stiftungsgüter der nun reformierten Stadt verwaltete, Grund- und Lehnsherr. Um 1820 wurde das „Zainhammer-Schloss“ vom Restbesitz abgetrennt. Nach häufigem Besitzerwechsel verfiel das Schlösschen immer mehr und wurde 1907 als baufällig abgetragen. An das ehemalige „Zainhammer-Schloss“ erinnert heute nur noch ein in die Fassade des Nachfolgebaus eingemauerter Sandstein mit der Jahreszahl 1611.